# Galium deistelii
Galium deistelii är en måreväxtart som beskrevs av Kurt Krause. Galium deistelii ingår i släktet måror, och familjen måreväxter.
Artens utbredningsområde är Kamerun. Inga underarter finns listade i Catalogue of Life.